# サッカーの歴史

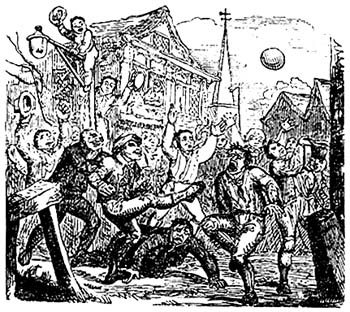
中世に行われたフットボール祭

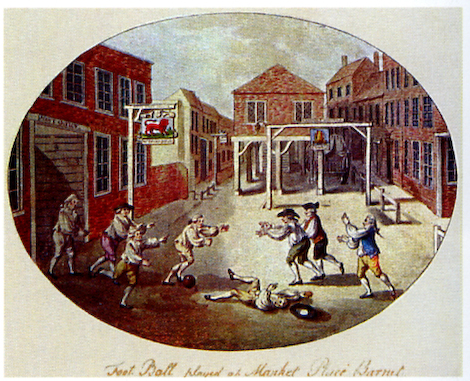
1750年当時のフットボール

サッカー（Soccer）もしくはフットボール（Football）は、イギリスで中世に行われていたフットボール祭にその起源を持つ。現代のサッカーは1863年にロンドンで設立されたフットボール・アソシエーション（The FA）にその起源を持つ。
FAは試合の様々な要素を標準化するための基礎を作った。これはサッカークラブに対して、互いに争いを起こすことなくプレーすることを可能にした。特にフィールド内にいる選手が手でボールに触れる事と、ハッキングを禁じたルールは協会の5回目の会合の後に策定された（この時点で、アソシエーション・フットボールとラグビーが分離した）。当時、フットボールクラブは彼らが指定する独自のルールに従ってプレーし、試合中に適用されるルールは通常試合が開催される前に対戦相手の間で合意がなされていた。例えば、シェフィールド地区ではシェフィールド・ルールズという独自のルールによって殆どの試合が行われていた。

## フットボール・アソシエーション

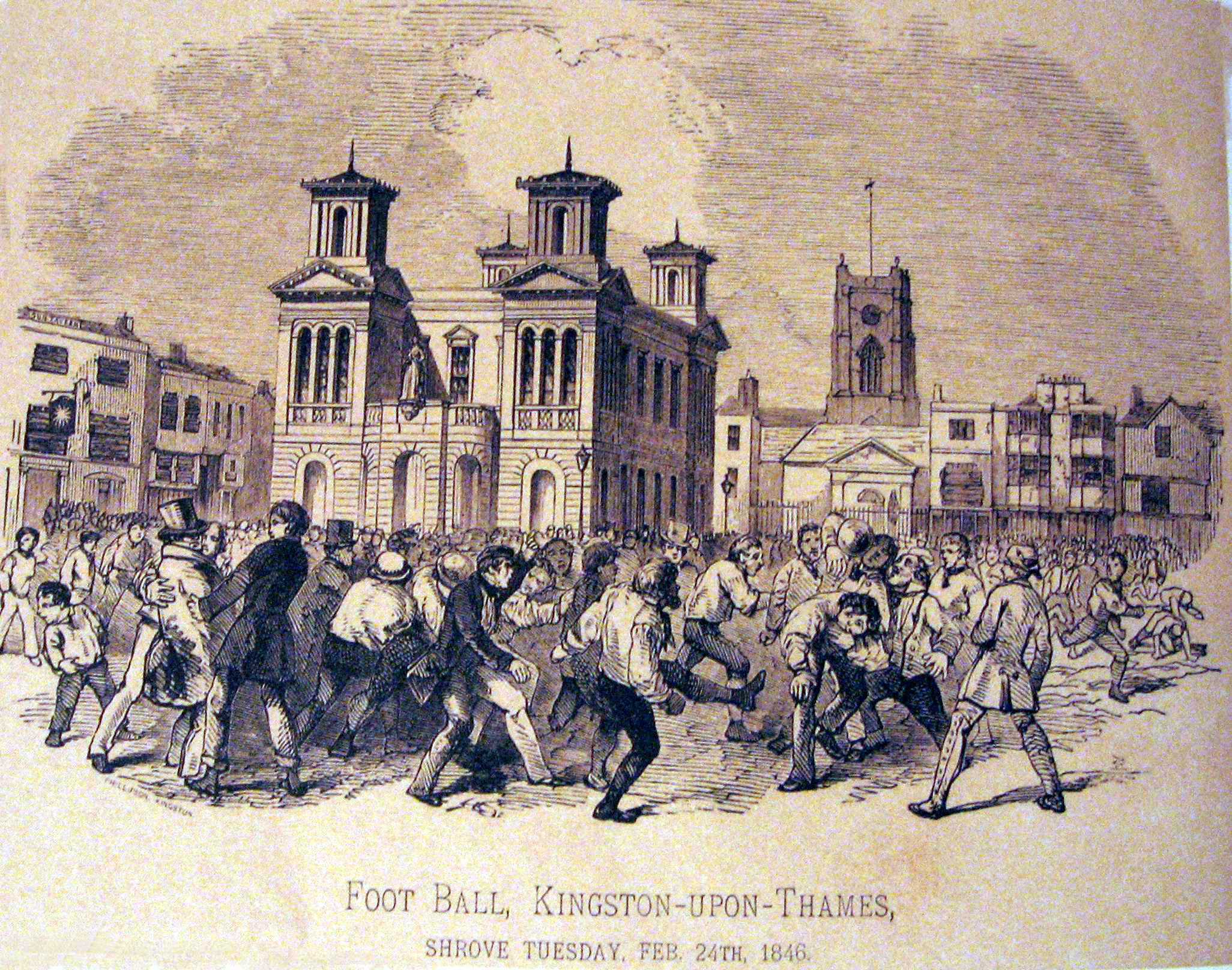
1846年当時のイングランドのフットボールの様子

1848年、ケンブリッジ大学で初のルール策定がなされたが、これはアソシエーション・フットボールを含む後に制定される規定の発展に特に影響をもたらした。ケンブリッジ・ルールはトリニティ・カレッジで作成されたものであり、イートン校、シュルーズベリー校、ハーロー校、ラグビー校、ウィンチェスター校などの学校の代表者が出席して行われた会合で定められたものであった。彼らは統一ルールを定めたわけではなく、1850年代、様々な形式のフットボールをプレーするために、高校や大学と結びつきのない多くのフットボール・クラブが英語圏で設立された。また、独自のルールを制定して試合を行うものもおり、パブリックスクールの卒業生により1857年に設立されたシェフィールド・フットボール・クラブはその代表格であった。これにより1867年にシェフィールドサッカー協会が設立されることとなった。
1860年代前半、イングランドにおいて北部工業地帯で適用されていたシェフィールド・ルールとともに、パブリックスクールで行われていた様々なフットボールの試合のルールを統一、調整する試みが行われるようになった。1862年、オリジナルのケンブリッジルールに則って試合をするべきだとしていたアッピンガム校の代表者J. C.スリングはシンプレスト・ゲームズと呼ばれる独自のルールを策定した（通称、アッピンガムルールズ）。1863年10月初め、ケンブリッジルールの改訂版がイートン校、シュルーズベリー校、ハーロー校、ラグビー校、マールバラ・カレッジ、ウェストミンスター・カレッジの卒業生代表で構成される7校委員会で策定された。

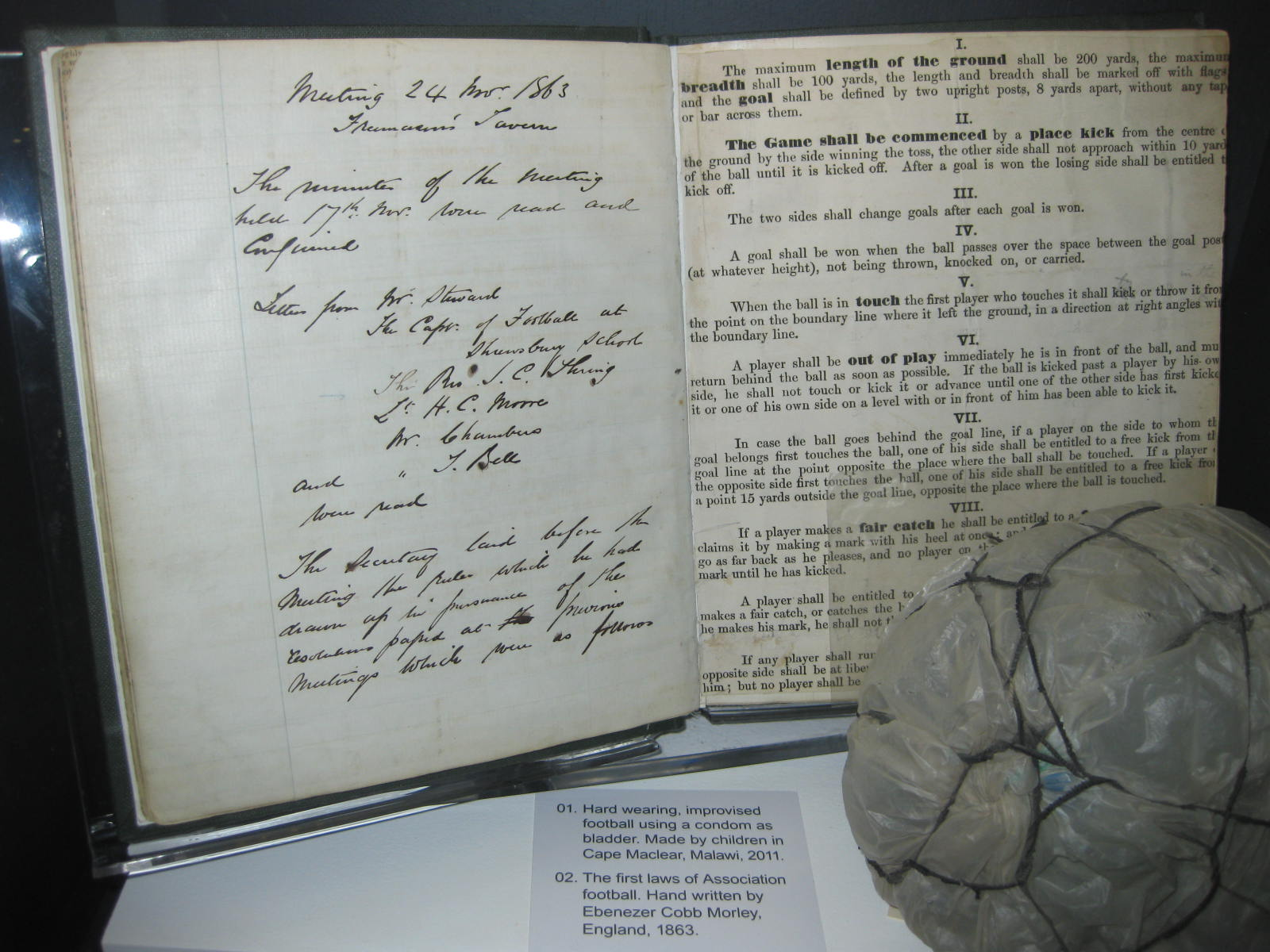
エベニーザー・コブ・モーリーが1863年に作り上げたサッカー競技規則の草案

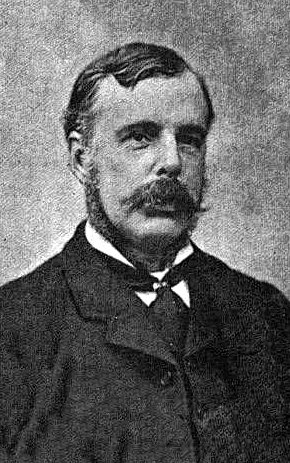
C.W.アルコック

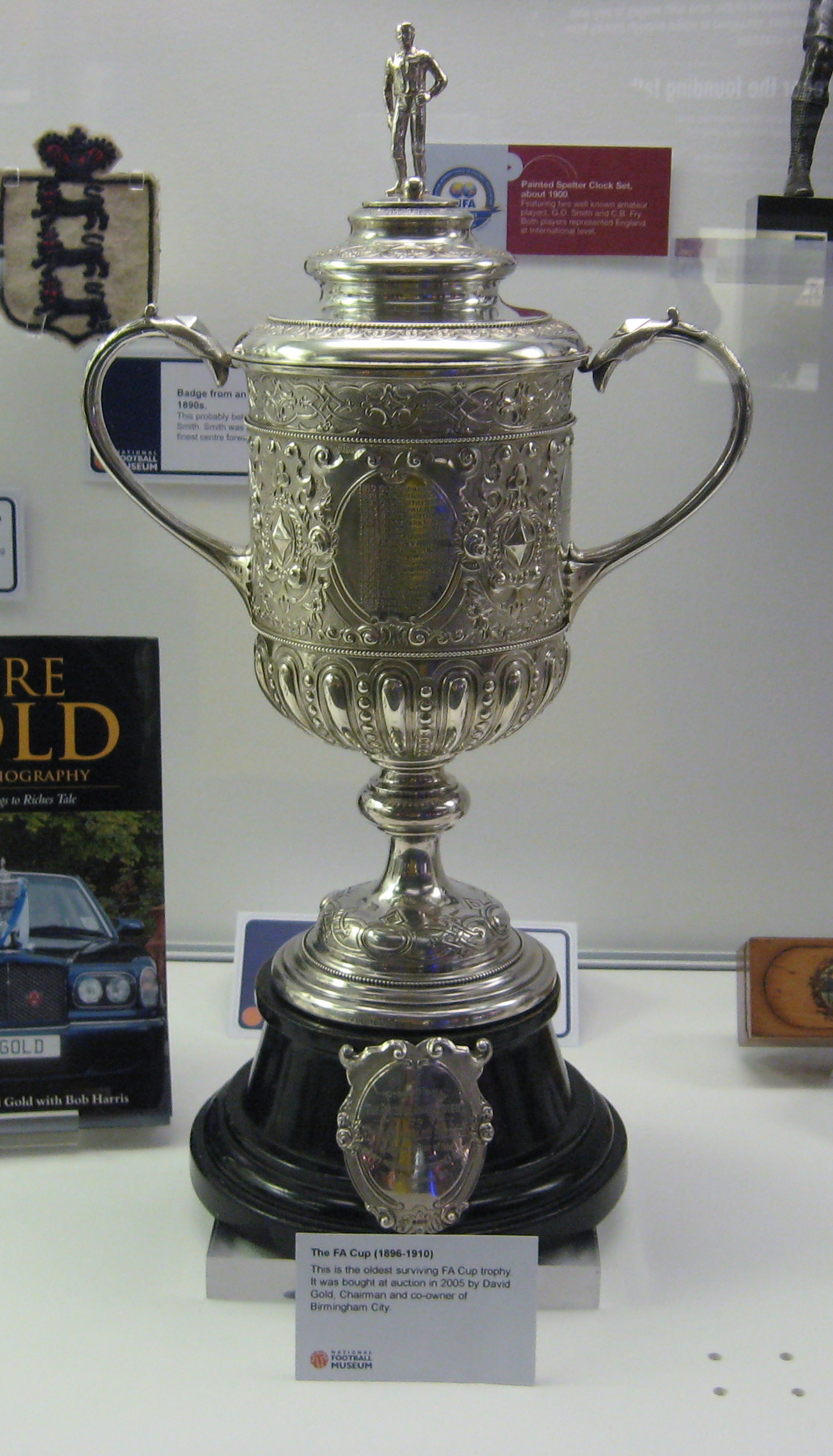
1896年のFAカップトロフィー

ハル出身の事務弁護士であったエベニーザー・コブ・モーリーは1863年に新聞の「ベルズライフ」に寄稿し、フットボールの団体を作る提案を行った。モーリーはFA初代秘書 (1863-66) となり、FA第二代会長 (1867-74) となったが、彼は特に自宅のあったロンドンのバーンズにおいて、今日世界中でプレーされているサッカーに関する初のサッカー競技規則の暫定案をまとめた 人物として後世にその名を残している。このため、彼は単にフットボール・アソシエーションの父というだけでなくサッカー自体の父と考えられている。
チャーターハウスはアソシエーション・フットボールを設立させるための歴史的な呼びかけを行った。この頃、パブリックスクールではフットボールは冬場の主流スポーツであった。1840年代、チャーターハウスとウェストミンスター・スクールの生徒の取り巻きは回廊でフットボールをプレーする際に制限されるという意味の発言を行い、ラグビー校のような他の学校で発展していた、ラフプレーで転倒するようなハンドリングゲームは不可能であるとし新たなルール策定を希望していた。アソシエーション・フットボールのルール策定が行われた1860年代に、チャーターハウスとウェストミンスター校の代表者はパスゲームに対する推奨を行い、特にボール保持者の前方へとパスをすることを許すルールを策定した。その他の学校（特にイートン校、シュルーズベリー校、ハーロー校）は厳しいオフサイドルールを用いたドリブルによるゲームを好んだ。ノース・スタッフォードシャー鉄道の見習い労働者がストーク・オン・トレントにいた1863年、チャーターハウス校の卒業生はストーク・ランブラーズというサッカークラブを設立した。1867年、フットボール・アソシエーションはチャーターハウスとウェストミンスター校の試合を好意的にとらえ、前方にパスを送ることを認める「ルーズ」なオフサイドルールを採択した。現代の前方へパスを出すことを許可するルールはチャーターハウスとウェストミンスター校の試合のルールが直接反映されたものとなっている。
1863年10月26日の夕方、グレーター・ロンドン地区の11のサッカークラブの代表がコヴェント・ガーデンのロングエーカーにあるフリーメイソンズ・アームズで会合を行った。これはフットボール・アソシエーション (FA) の初会合となった。FAは世界初の公式のサッカー団体であったため、団体名の前に「イングランド」という名称をつけていない。チャーターハウス校は招待参加を受け入れた唯一のパブリックスクールであった。初会合は協会に参加するパブリックスクールの代表による要望を出す場となった。アッピンガムのスリングを除いて、ほとんどの学校は加盟を断った。FAの6回目の会合は1863年10月から12月までの間に開催された。委員会メンバーのJ. F.アルコックは「ケンブリッジルールは協会による採用が最も望ましいように感じる」と述べた。
3回目の会合の後、ルール案の暫定案がFAにより出版された。しかし、4回目の会合の始まりに際し、直近であった1863年に出版されたケンブリッジルールに対する注意が呼びかけられた。ケンブリッジルールはFAの暫定案と2つの点で大きく異なっていた。一つは「ボールを持って（運んで）走る」点であり、もう一つは「ハッキング（相手の選手のすねをける行為）」であった。以下に焦点となったFAルールを示す。
IX. 選手がフェアキャッチもしくは最初のバウンドでボールをキャッチした場合、ボールを持って相手のゴールへと走る権利が与えられる。しかし、フェアキャッチの場合、選手がそのままマークのために走ることはできない。

X. もし相手のゴールに向かいボールを手で持って走りだした選手がいた場合、相手の選手は彼からボールを奪い取るためにチャージ、ホールド、トリップ、ハックする自由を有する。しかし、同時にホールドやハックする行為は認められない。
5回目の会合において、これら2つのルールがFAルールから除去することが提案された。ほとんどの代表者がこの提案を支持したが、ブラックヒースFCの代表者でありFA初代会計であったF. W.キャンベルは強硬に反対した。彼は「ハッキングは真のフットボールである。」といった。これにもかかわらず提案は実行され、最終会合において、キャンベルは彼のクラブをFAから撤退させた。12月8日に行われた最終会合の後、FAは「サッカーの規則」を出版した。これは後にアソシエーション・フットボールとして知られるゲームの初の包括的なルールセットとなった。そして、これにより「サッカー」と「ラグビー」は完全に別の競技として袂を分かつこととなった。同時期にラグビールールによるフットボールを行なっていた人々が短縮形で「ラガー」と呼んでいたように「アソシエーション」の短縮形として「サッカー」と呼ばれていたこの球技は、イングランドのフットボールという球技において中心的な存在となり、サッカーよりもフットボールと呼ばれることが増えていった。また、「サッカー」は今日アソシエーション・フットボール以外のフットボールが盛んな国々において、アソシエーション・フットボールを指す一般的な用語として使用されている。
これらの初のFAルールは依然としてその他のフットボール（ラグビー、オージーフットボール）であると認識されるような、アソシエーション・フットボールではない要素を含んでいた。例えば、選手はフェアキャッチをしてマークを宣言することができるというルールである。これはフリーキックという名称を付けられていた。また、選手が敵のゴールラインより向こう側でボールに手で触れた場合、ゴールライン手前15ヤードからゴールへの「フリーキック」が与えられるルールもあった。
FAのメンバーにより承認されたサッカー競技規則はピッチの最大の横幅と縦幅、キックオフの手順、ゴールやスローイン、オフサイドなどの用語の定義に関して規定していた。ボールを手でパスすることは依然として認められており、ボールを「正しく1バウンドで」捉えることが要求された。足に装着するものの規定として「先の尖った釘、鉄板、ガタパーチャ」を使用してはならないという規定があったにもかかわらず、選手の数、罰則、ファウル行為、ボールの形状に関する特別な規定は存在せず、ボールのサイズや重さなどの形状が標準化されるまでにはさらに9年を要することとなった。それまでの間、参加チームの代表はこれらの規定に関して試合前に合意を持つことが想定されていた。また、ゴールキックは1869年に、コーナーキックは1872年に、試合のキックオフの際に主審が笛を吹いて開始とするルールは1878年に導入される といったように1863年のルール制定後も度々ルールが追加された後、1891年には当時「the kick of death」と呼ばれた、ペナルティーエリア内で反則を犯した場合に与えられるペナルティーキック（PK）が導入されることとなった。また、この際不満が起きないよう双方のチームからアンパイアを出すこととなったが、これは後にラインズマン、そして現代の副審へと発展していくこととなった。

### サッカー大会の誕生
FAにより示された規定はすぐに影響をもたらし、シェフィールドFCとノッティンガム（現在のノッツ・カウンティ）やその他の試合はFAが毎年示す規定に従って行われた。サッカーのルールが制定された8年後には、50のクラブがFAに加盟することとなった。より多くのチームが1860年代にFAの規定による試合に参加したことで、パブリックスクールに起源を持つスポーツはその手を離れ、丸いボールと1チーム11人の選手でプレーするようになった。当時のルールでは、ボールより前にいる全てのプレイヤーは「オフサイド」とし（今のラグビーと似た方式） 、ボールを前方へと蹴ってパスできないようにしていた。1866年に行われたシェフィールドとロンドンの試合はFAがルールがどのような形で試合に影響を与えるかを観察する形で承認された。その後、ボールを手で扱う行為はチームに一人いるゴールキーパーのポジションを除いて廃止された。ゴールの上辺を示すため、2つのゴールポストの間には赤テープが貼り付けられ、全国大会が提案された。1867年初のサッカー大会であり、サッカーにおいて存在する最古のカップ戦となるユーダン・カップが導入。

### 初のFAカップ

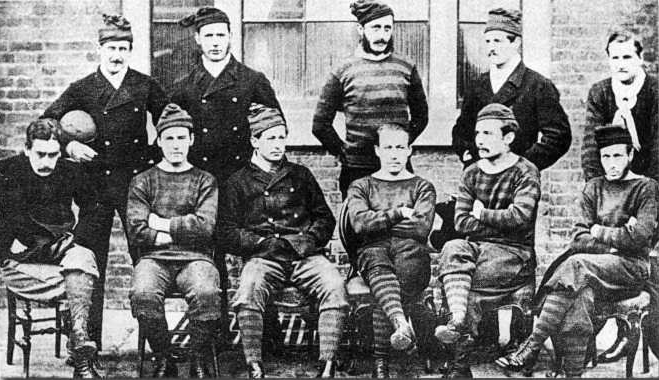
ロイヤル・エンジニアズは第一回FAカップ決勝に進出した

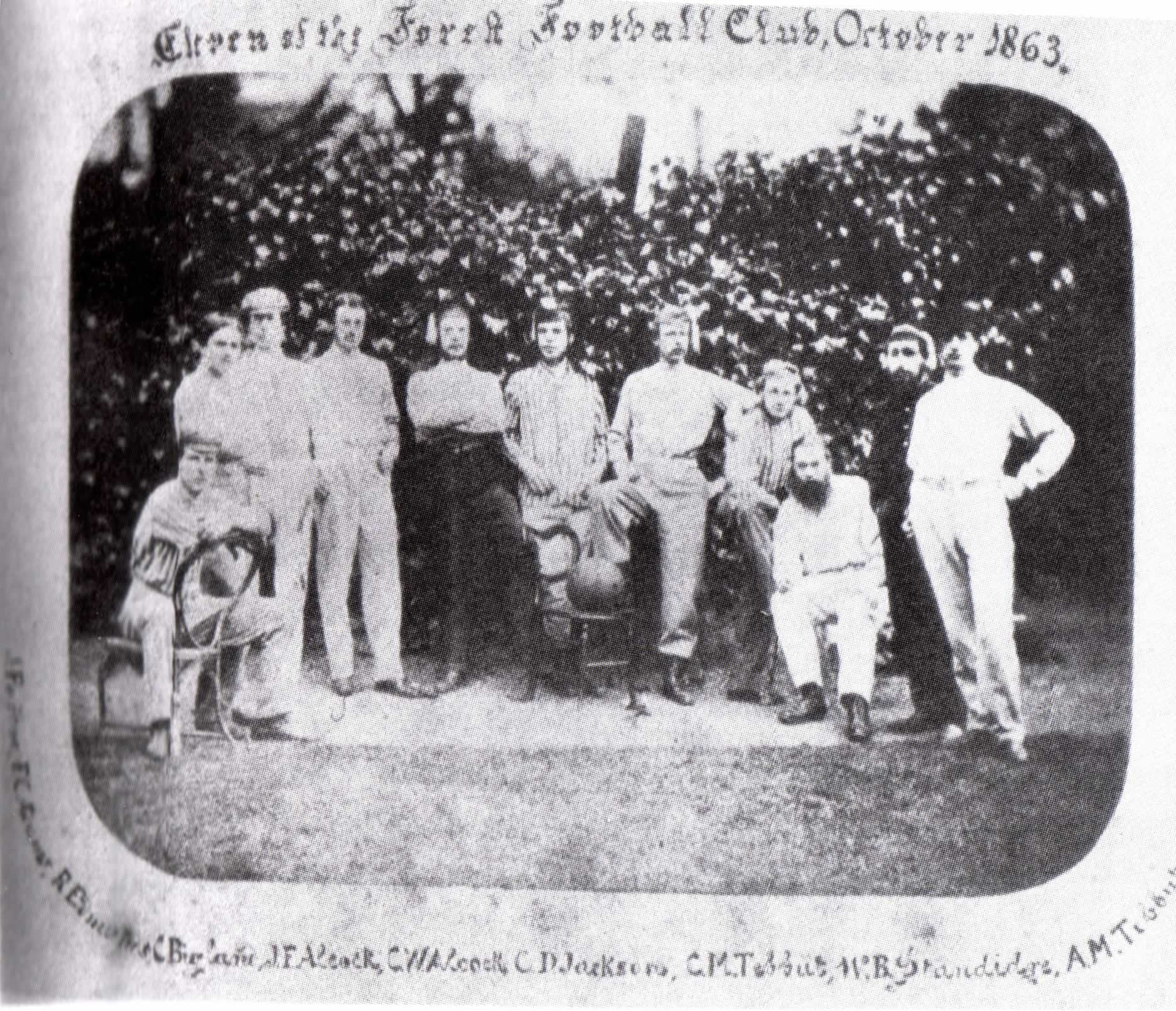
1863年のワンダラーズFC

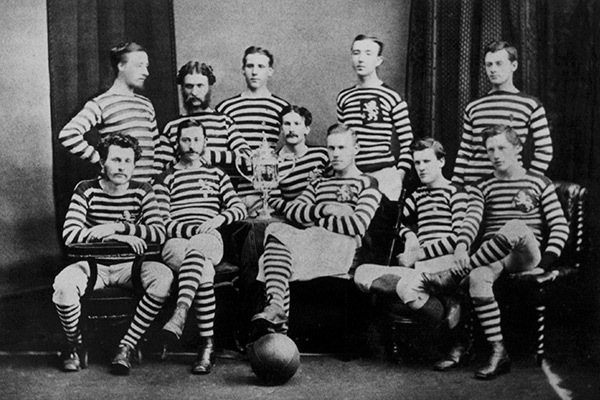
1874年のFAカップに出場したクイーンズパークFC

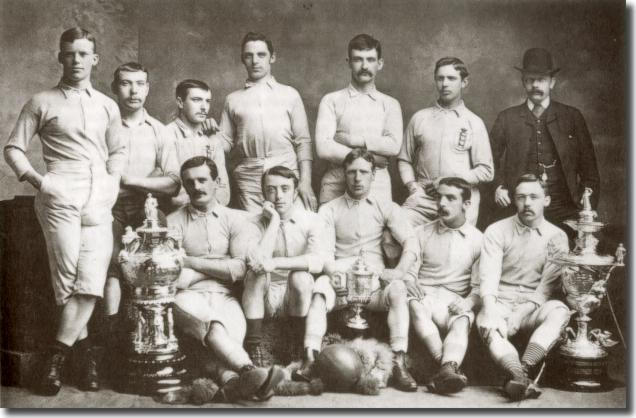
1883-84シーズンにFAカップを獲得したブラックバーン・ローヴァーズ

1871年7月20日、サンダーランド出身の紳士でハーロー校の卒業生であったチャールズ・ウィリアム・アルコックは「フットボール・アソシエーションが関わる形でチャレンジカップが設立されるべきである」とする提案を行った。このアイデアによりFAカップは誕生した。1872年 の第1回FAカップにおいて、ワンダラーズFCとロイヤル・エンジニアズは決勝で対戦し、2,000人の観衆を集めた。ロイヤル・エンジニアズが大のお気に入りであったにもかかわらず、彼らの選手の一人が控え選手がまだ紹介されていなかった時点で鎖骨を骨折したままプレーを続行、エンジニアズは試合の残りの大部分を1人欠いた状態で戦うこととなり、0-1で敗れた。
FAカップは成功し、数年間でイングランドの全てのクラブが参加を求めてきた。FAカップに参加するためには、クラブはFAの規定を受諾する必要があり、これにより統一ルールが極めて早く広がっていった。FAが定めたこのルールは現在開催されている全てのサッカーの試合のルールの基礎となっている。
後の大会では「紳士」もしくは南部人が大会で優勝を独占するようになり、オールド・イートニアンズFC、ワンダラーズ、ロイヤル・エンジニアズ、オックスフォード大学が合計19回の優勝を成し遂げた。クイーンズ・パークFCは1873年のカップ戦準決勝を辞退した。これはイングランドへの定期的な遠征にかかる費用の支払いを行う経済的余裕がなかったためであり、スコットランドサッカー協会の設立に直接結びついた。しかしこれにもかかわらず、クイーンズパークはFAカップへの参加を続け、スコットランドサッカー協会が1887年にスコットランドのクラブに出場禁止を命じるまで決勝に2度進出した。現在FAカップは重要な大会とされている。
1872年、アルコックはフットボール・アソシエーション・カップを20ポンドで購入した。同年、15クラブが大会に参加した。クイーンズパークは対戦相手の辞退のため、試合をすることなく準決勝に進出したが、ワンダラーズとのスコアレスドローの試合の後、PK戦や延長戦を前にして試合辞退を余儀なくされた。彼らには再試合のためにロンドンへと向かう経済的余裕がなかった。ワンダラーズは1878年に優勝を勝ち取った。しかし、当時は3連覇したチームは永久保持できるというルールだったのにもかかわらず、大会を続けるため優勝カップをFAへと持ち帰った。

### 初のリーグ戦

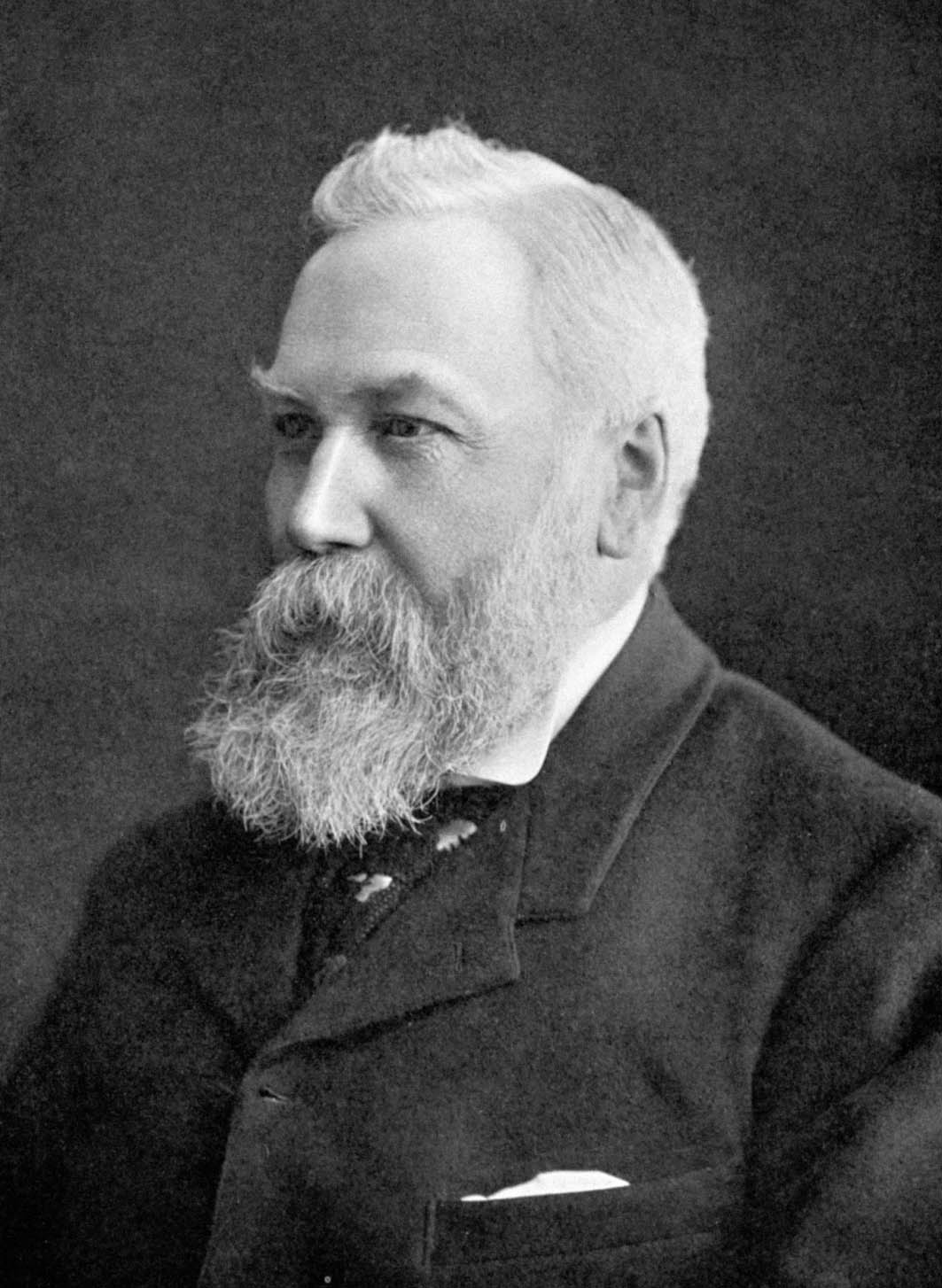
ウィリアム・マクレガー

1888年、アストン・ヴィラFCのディレクターであったパースシャー出身のウィリアム・マクレガーはロンドンとマンチェスターで開催された会合で12のサッカークラブと接触し、この12クラブは後にフットボール・リーグ創設メンバー12チームとなった。会合はロンドンで開催され、主な議題はFAカップのノックアウト方式の大会規定での早期敗退はクラブにとって1年のほとんどの期間試合をしないことにつながるという点であった。これは重大な経済的損失につながるだけでなく、試合のない期間に固定ファンがしばしば試合を行なっているチームへと離れていくとしていた。問題はマンチェスターで4月17日に決着を見た。
マクレガーはフットボール・リーグという名前はアイリッシュ・ナショナル・ランド・リーグと結び付けられることを懸念していたため、このリーグ名称に対する投票を募った。しかし、この名前は多数の賛成票を得て可決された。大会はすべてのクラブの特徴とそのメンバーを承認した。クラブは北部と中部のチームの間では等しく分割された。しかし、依然アマチュア制限が敷かれていた南部のチームは例外とされた。
ライバルとなったイングランドのリーグ、フットボール・アライアンスは1889年から1892年まで開催された。1892年、2つのリーグを合併する案が承諾され、フットボール・リーグ・セカンド・ディヴィジョンが設立された。このリーグは多くがフットボール・アライアンスのクラブで構成されていた。フットボール・リーグに加盟していたクラブと、フットボール・アライアンスの強豪3チームが新たな1部リーグであるフットボール・リーグ・ファースト・ディヴィジョンに参加した。

### 初の国際試合

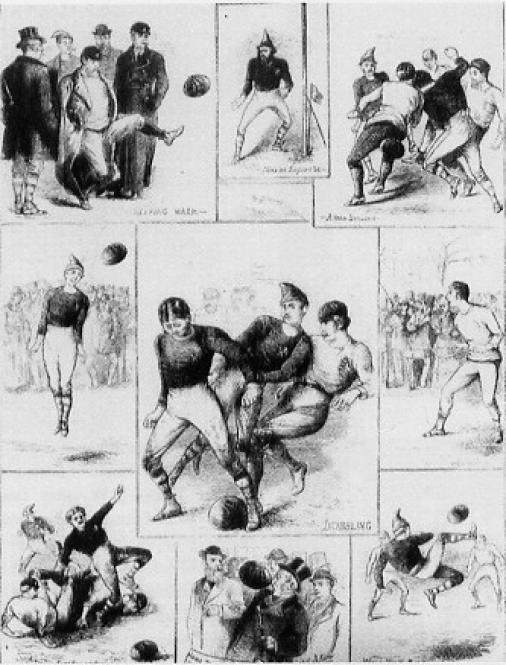
1872年のイングランド対スコットランドの対戦を描いた漫画

初の国際試合は1872年11月30日にスコットランドで開催された。28歳でFAの秘書に選出されたチャールズ・アルコック (Charles Alcock) は国際大会のアイデアを発案し、毎年サッカースコットランド代表対イングランド代表の定期戦が開催された。1870年と1871年、彼はエディンバラとグラスゴーの新聞に広告を掲載し、二国間の国際試合に出場する選手を募った。彼が受け取った唯一の回答は次のようなものであった。「アソシエーションルールの信奉者はスコットランドの鋼の前では敵兵に値しない。」このような理由により、1870年と1871年の試合に出場した選手は全員イングランドに住むスコットランド人で構成されていた。特に、クイーンズパークFCのスミスは1870年と1871年に行われたほとんどの国際試合に出場した。同じ時期、アルコックは断固として以下のように証言している。ということです。
これらの試合は選手の出身がイングランドとスコットランドの境界を流れるツイード川より北であるか南であるかに関わらず、「全てのスコットランド人に対して開かれている」ものである。選手はスコットランドの主要雑誌のコラムを通して公式に招待状を受け取ったのであり、11人の代表選手は主にアングロ・スコットランド人で構成されていた ... 誤りは北部の人間の頭に在るのであり、あらゆる点で公平に扱ったマネジメントにあるのではない。代表選手を集めるためにロンドンに住むスコットランド人は何も貢献していない。試合は告知されたとおり、イングランドとスコットランドの対抗戦であった。
1872年、この試合は次第にクイーンズパークFCにより紹介されるようになった。現在国際サッカー連盟 (FIFA) により公式に初の国際試合として認められている試合は1872年11月30日にスコットランドのグラスゴーで開催された試合であり、この試合はスコアレスドローに終わっている。史上2番目の試合は1873年3月8日に開催され、イングランドが4-2で勝利した。スコットランドは次の試合を2-1で勝利した。4試合目は2-2の引き分けに終わり、この引き分けの後スコットランドはイングランドに対して3連勝した（イングランドとスコットランドの間の全ての試合の結果の記録がFIFAの公式サイトで公表されている）。
初のヨーロッパ外の国際試合は1885年11月28日にニュージャージー州ニューアークにおいてアメリカ合衆国代表とカナダ代表の間で開催され、カナダ代表が1-0で勝利した。

### アマチュアからプロへ

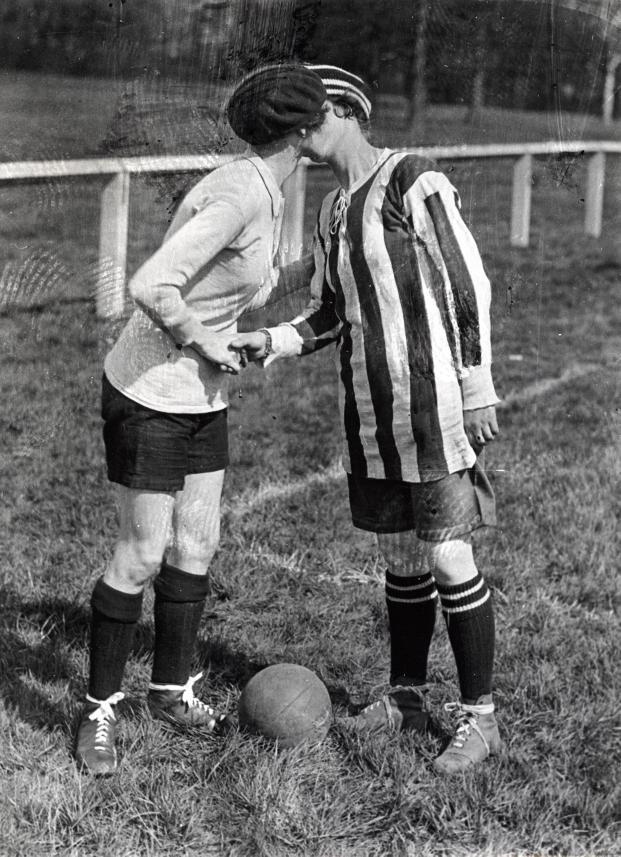
ディック・カーズレディースFC

サッカーの人気が高まっていた1870年代から1880年代までの間、プロフェッショナリズムはイングランドとスコットランドで禁止されていたが、1879年にランカスターの小さなサッカークラブで、スコッツ・ジョン・ラヴとファーガス・スーターという、報酬をもらってプレーする2人のサッカー選手を雇っていたダーウィンがFAカップにおいて当時の強豪オールド・イートニアンズと2度に渡る引き分けの後、3回目の挑戦で勝利したことでプロフェッショナリズムへの道筋が付けられることとなった。1880年代、イングランド北部に本拠地を置くワンダラーズが脱退したすぐ後、イングランドのサッカークラブは「サッカー教授 (professors of football)」として知られる選手を雇い始めた。このサッカー教授はスコットランド出身のプロサッカー選手であることが多かった。これはサッカーにプロフェッショナリズムが入り込んだ初の例である。労働者階級が母体となっていたクラブ、特にイングランド北部やスコットランドのクラブは日常の労働外でサッカーをプレーする余裕を持つため、プロサッカー選手として契約することを望んだ。複数のクラブが彼らプロサッカー選手を雇ったことで非難を受けた。
給料を受け取っていた労働者階級の選手で構成されたイングランド北部のサッカークラブはアマチュア選手で構成された「紳士の南部クラブ」を勢いで凌駕しはじめた。FAカップ決勝に進出した初の北部のサッカークラブは1882年のブラックバーン・ローヴァーズであった。ブラックバーンはオールド・イートニアンズ (Old Etonians) に敗れたものの、これはアマチュアクラブがFAカップのトロフィーを獲得した最後の大会となった。
1885年の夏、イングランドのサッカーにおいてプロサッカー選手を認めるようフットボール・アソシエーションに圧力がかけられた。7月20日に開催された特別会合でこの流れは最高潮に達し、会合後「サッカーへの興味から、プロサッカー選手としての契約を合法化する、ただし一定の制限をかける」と宣言された。イングランドのサッカークラブは本拠地とするスタジアムから半径6マイル以内で生まれた、もしくは2年間居住した選手とプロ契約を交わすことを許された。またプロサッカー選手は特別な許可がない限り1シーズンの間複数のクラブでプレーすることを禁止するルールも設けられ、全てのプロサッカー選手はFAに選手登録を申し込む必要があった。
プレストンのディック・カーズレディースFCのような初期のイングランドの女子サッカークラブは非常に人気であったため、彼女たちの試合はチャリティーマッチとして開催されていた。記録に残っている初の女子サッカーの試合は1895年3月23日にイングランド北部と南部のチームの間で開催された。反対にあったにもかかわらず、募金を募るチャリティーマッチはその後も開催された。最高賃金が選手たちに設定されたため、選手たちはこれに反発し1909年にはストライキ寸前にまで至ったが、最高賃金が廃止される前の50年間このようなことは二度とおきなかった。1921年、女性はFAリーグのグラウンドでプレーすることを禁じられた。FAの歴史では、以降40年間イングランドにおいてこのような禁止令は「効果的に試合を壊した」と述べている。SCハコア・ウィーンは1920年代に自クラブの選手に対し給料を払ったイギリス国外初のクラブであると推定されている。
1934年スウェーデンのクラブマルメFFがクラブ所属の選手に給料を払っていたことが発覚、1部リーグから降格した。当時、給料を受けとってプレーすることはスウェーデンでは認められていなかった。

### 戦時中のサッカー
第一次世界大戦が起きた1915年から1919年までの間、イングランドでサッカー大会は中止された。多くのサッカー選手が戦場へと出向き、結果として多くのサッカークラブが休止に追い込まれる、もしくは招待選手を寄せ集めてプレーを行なっていた。フットボール・リーグとFAカップは中止され、各地方のサッカー大会が設立された。これらの地方大会での成績はサッカー選手の公式記録には含まれていない。

## 世界への広がり

### ヨーロッパ大陸
ヨーロッパ大陸最古のサッカークラブは1860年に設立されたスイスのクラブ、ローザンヌ・フットボール・アンド・クリケット・クラブであると考えられている。サッカーはイギリスの移民デンマークに伝えられ、キューブンハウンス・ボルトクルプ (KB)というクラブが結成された。また1879年にはスイスのクラブFCザンクト・ガレンが、1880年にはベルギーのクラブ「ロイヤル・アントウェルペンFCが結成された。現在まで残っているクラブの中で最古のヨーロッパ大陸のサッカークラブはKB、ザンクト・ガレン、ロイヤル・アントウェルペンFCとされている。しかし、この中でロイヤル・アントウェルペンFC（愛称: ザ・グレート・オールド）のみが他のクラブと合併をせずに現代に残っている唯一のクラブである。
デンマークサッカー協会は1889年5月16日に、オランダサッカー協会は1889年12月8日に設立された。イタリアのサッカーは1898年からセリエAがイタリアサッカー連盟により全国リーグとして組織される1929年まで、地域リーグとして開催された。スペインのサッカーリーグ、スペインリーグは1928年にコパ・デル・レイ (1902年開始) の優勝経験クラブが参加する形で最初のシーズンが開催された。現代のドイツのサッカーリーグ、ブンデスリーガの設立は他のヨーロッパの国々より遅く、1963年に設立された。ドイツサッカー連盟は1900年頃に設立され、初のドイツ王者は1903年のライプツィヒとなった。しかし、ブンデスリーガの設立に先立ち、ドイツでは多くの地方リーグがアマチュアリーグとして開催されていた。

#### ポルトガル
ポルトガルでは、1875年にマデイラ島のカマシャにおいてサッカーの試合が初めて開催された。この試合はマデイラ島で生まれたハリー・ヒントンが開催したものであった。ポルトガル最古のサッカークラブはアカデミカであり、1876年に設立された。
1914年3月31日、ポルトガルに存在していた3地域のサッカー協会 (リスボン、ポルタレグレ、ポルト) が合併し、「ポルトガルサッカー連合 (União Portuguesa de Futebol)」と呼ばれる新たな全国サッカー連合が結成された。このサッカー連合は、1926年5月28日に設立された現在のポルトガルサッカー連盟 (Federação Portuguesa de Futebol) の原型となるものであった。

### 南アメリカ大陸
アルゼンチンにおいて、記録に残っている初のサッカーの試合は1867年に行われたイギリス鉄道の労働者によるものである。この試合はブエノスアイレス・クリケットクラブグラウンドで開催された。南アメリカ大陸初のサッカークラブであるブエノスアイレスサッカークラブは同じ年にアルゼンチンで結成された。初のサッカー協会は「アルゼンチンサッカー協会」(Association Argentine Football, AAF) であり、F.L. Wooleyにより1891年に設立された。このリーグは同じ年に全国選手権を開催した。これはイギリス国外では最古のサッカーリーグとなった が、この組織は1シーズンしか持たなかった。後継組織として、スコットランド人の教師アレクサンダー・ワトソン・ハットンにより、1893年にアルゼンチンサッカー協会 (Argentine Football Association) が結成された。この組織は今日まで残っている。
1870年代、サンパウロの鉄道建設会社で働いていたジョン・ミラーという名前の移民が1890年代にその他3,000人の移民の家族とともにイギリスの島から移り住んできた。彼は自身の幼い息子であったチャールズ・ウィリアム・ミラーを教育のためイングランドへと送る決心をした。1884年、10歳のチャールズはサウサンプトンのバニスターズ・スクールに入学した。チャールズは試合の流れを素早くつかむ天性のサッカー選手であった。フットボール・アソシエーションはこの当時に設立された。イートン校、ラグビー校、チャーターハウス、その他のカレッジは皆試合において独自のルールでフットボールを発展させていた。完成されたウィンガー及びストライカーとして、チャールズは母校をサウサンプトンのクラブ、そしてハンプシャー州のクラブの中で1位にまで押し上げ、学校の表彰を受けた。
1892年、彼がブラジルに戻る前の数年間、ミラーは当時パブリックスクールや大学から選手を募っていたコリンチャンスFCから、試合でプレーするよう勧誘された。ミラーは帰国に際して、サッカーの用具とルールブックを持ち帰った。彼はサンパウロのコミュニティにおいても新たなルールに則ったサッカーというゲームを発展させていった。彼の帰国から6年後の1888年、サンパウロ市初のスポーツクラブであるサンパウロ・アスレティック・クラブが設立された。サンパウロ・アスレティック・クラブは3年間選手権で優勝を続けた。ミラーのスキルはサンパウロのコミュニティにおいて他の仲間達に比べ突出していた。彼は自身の名前をかかとでボールを巧みにフリックする技、「Chaleira」という技の名前に付けられるという栄誉を与えられた。
チャールズ・ミラーは自身の生活とイングランドのサッカーを強く結びつけていた。サウサンプトンのチームとコリンチャンス・クラブがブラジルへと来訪し、サンパウロ・アスレティック・クラブ及び他のサンパウロのチームと対戦した。コリンチャンス・クラブのブラジルへの来訪の後1910年にサンパウロに新たなチームが結成された際、チャールズは新たなチームの名前に関してアドバイスを求められた。彼はチーム名をコリンチャンス・クラブにあやかって名付けてはどうかと提案した。
1988年、サンパウロ・アスレティック・クラブは創立百周年を祝い、イングランドのコリンチャンス・チームが再びブラジルを来訪モルンビー・スタジアムにて試合が行われた。サンパウロツアーの最後の試合はソクラテスやリベリーノを要するサンパウロのプロサッカークラブ、コリンチャンス・パウリスタ・チームとの対戦であった。この試合はサンパウロのパカエンブー・スタジアムで行われ、コリンチャンス・クラブの真にクリーンなサッカーに則って開催された。試合はサンパウロのチームが1-0で勝利し、ソクラテスはユニフォームを変更してイングランドのアマチュアチーム側に加わってプレーした。観客で満席になったスタジアムは引き分けの結果にすべくイングランドチームの応援を行ったが、これは試合の結果に影響を与えなかった。
ブラジルサッカー連盟は1914年に設立され、全国リーグのカンピオナート・ブラジレイロ・セリエAは1971年に現在の形式で行われるようになった。

### アメリカ合衆国
北アメリカ合衆国初のサッカークラブはボストンのオネイダ・フットボール・クラブであり、1862年に創立された。イギリス国外でサッカーをプレーした初のサッカークラブであると言及されることが多い。しかし、オネイダはイングランドのフットボール・アソシエーション (FA) が設立される前に設立されたクラブであり、オネイダがどのようなルールに従ってサッカー競技を行なっていたのかは不明であり、クラブは数年間の後に危機に陥る。ブリタニカ百科事典によると、クラブはしばしばボストン・ゲーム (Boston Game) への投資を行なっていた。このボストン・ゲームは丸いボールを地面において蹴るが、そのボールを拾って走っても良いというものであった。
FAのルールに則ったアメリカ合衆国初の試合は1869年にプリンストン大学とラトガーズ大学の間で行われたものであったが、この試合は極めて激しいタックルを許容し各チーム20人までメンバーを揃えられるものであった。他の大学がこのルールに倣って試合を行ったが、これらのすべてが1870年半ばまでにサッカー由来のルールからラグビー由来のルールを使用したものへと変化していき、その後アメリカンフットボールとして知られる競技のルールの原型となった。
アメリカ合衆国初期のサッカーリーグはほとんどが「フットボールリーグ」という名称を使用していた。例えば、アメリカフットボール協会（1884年設立）、アメリカアマチュアフットボール協会（1893年設立）、アメリカプロフットボールリーグ（1894年設立）、全国アソシエーション・フットボールリーグ（1895年設立）、南ニューイングランドフットボールリーグ（1914年設立）などである。しかし、1907年から1939年まで開催されたセントルイスサッカーリーグという地方大会がターニングポイントとなり、「フットボール」ではなく「サッカー」という単語が次第に普及するようになった。現在のアメリカ合衆国サッカー連盟の原型となったアメリカ合衆国フットボール協会 (U.S. Foot Ball Association) は1913年4月5日に48州の代表者がニューヨーク市のアスター・ハウス・ホテルに集まって会合を行い、アメリカフットボール協会とアメリカアマチュアフット・ボール協会が合併する形で設立された。この組織は1945年まで内部において「サッカー」という単語を使用することはなく、1945年にアメリカ合衆国サッカー・フットボール協会 (U.S. Soccer Football Association) となった。1974年に協会の名称から「フットボール」の文字が抜け落ち、現在のアメリカ合衆国サッカー連盟となった。
ユナイテッド・サッカー・アソシエーションとナショナルプロサッカーリーグという2つの異なるサッカーリーグが1967年に開始された。これらは1968年に合併して北米サッカーリーグが設立され、1984年まで開催された。同時に、NASLが屋内のサッカーリーグとして開催された。屋内サッカーは1980年代から1990年代にかけて大きな成功を収めたが、この理由の一つとして、北米サッカーリーグ (NASL) の導入があげられる。NASLはメジャー・インドア・サッカーリーグ (MISL) を含むその他のリーグを内包していた。近年では新たなMISLが2007-2008シーズンに8チームが所属する形で結成されている が、これは元のMISLとは関連性がない。2024年現在において、アメリカ合衆国最高峰のサッカーリーグはメジャーリーグサッカー (MLS) である。

### 国際サッカー連盟

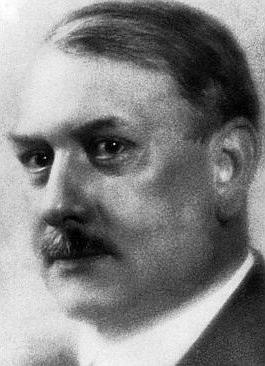
初代FIFA会長のロベール・ゲラン

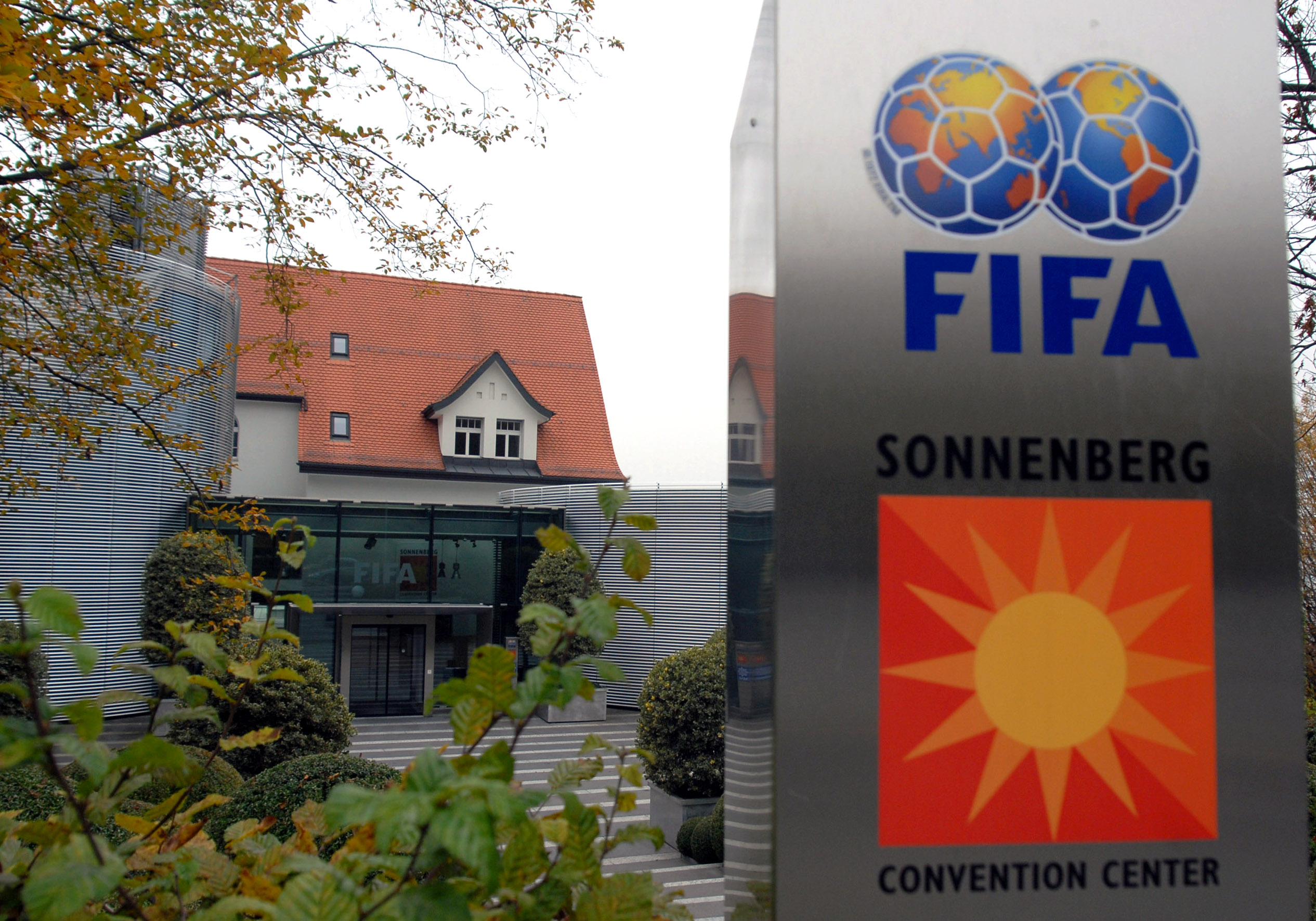
チューリヒにあるFIFA本部

サッカーの国際的な人気の高まりとともに、海を超えた世界規模の試合を行うための統一組織の必要性が20世紀初めに持ち上がるようになった。イングランドのフットボール・アソシエーションは国際機関立ち上げのための多くの議論を開催したが、進展を見せたものは全くなかった。フランス、ベルギー、デンマーク、オランダ、スペイン（マドリードFCが代表者として参加）、スウェーデン、スイスというヨーロッパの7か国が統一組織を形成する動きを見せ、FIFA（Fédération Internationale de Football Association、国際サッカー連盟）は1904年5月21日に設立された。この名前はフランス語であるが、今日ではフランス語を公用語としない国でもFIFAという略称を使用するようになっている。FIFAの初代会長はロベール・ゲランとなった。
FIFAは1906年に初の国際大会を主催したが、この大会は参加国も観客も少なく、不成功に終わった。この大会はFIFA会長がゲランからイングランド出身のダニエル・ウールフォールに変化したことで経済的要素を交えるようになり、今日の加盟国の基礎となった。次の国際大会として開催された1908年のロンドンオリンピックサッカー競技大会はFIFAの創立理念に反してプロサッカー選手が出場したにもかかわらず、ある程度の成功を収めた。
ヨーロッパに続いて他地域からもFIFA加盟国が現れるようになり、1909年には南アフリカサッカー協会が、1912年にはアルゼンチンサッカー協会が、1913年にはアメリカ合衆国サッカー連盟がそれぞれFIFAに加盟、1912年時点で21か国がFIFAに加盟した。1913年にはFIFAがサッカー競技規則を統括する国際サッカー評議会（IFAB）に加盟、FIFAの全ての国際試合にIFAB制定のルールが適用されることとなった。
しかし、第一次世界大戦期間中は多くのサッカー選手が戦場に送られ、国際試合に必要な他国への渡航制限が出るなどFIFAは停滞の時期を過ごした。戦後、ウールフォールの死に続いて、Alexander BartholomewがFIFAの会長に就任した。FIFAの組織は1919年のBartholomewの死をもって新たな会長を迎えることとなった。FIFAの組織は消滅の危機を免れたが、戦時中敵国であった国との国際大会に不本意にも参加することとなったホーム・ネイションズは大会出場辞退を繰り返した。しかし、FIFAは順調に加盟国を増やし、1925年には36か国に、第1回FIFAワールドカップが開催された1930年には41か国にまで加盟国が増加していた。また、1937年から1938年までの間に、当時のFIFA会長スタンリー・ラウスにより現代のサッカー競技規則に通じるサッカーの競技規則が制定され、1930年代の終りまでにFIFA加盟国は51にまで増加していた。
1946年、イングランド、スコットランド、ウェールズ、北アイルランドのイギリス4協会が活動を再開した。1947年5月10日、イギリスとその他のヨーロッパ6か国による「世紀の試合 (Match of the Century)」グラスゴーのハムデン・パークで開催され、135,000人の観客を集めた。この試合はイギリスが6-1で勝利した。この試合で得られた35,000ポンドの資金はFIFAに寄付され、第二次世界大戦後活動が停滞していたFIFAの活動再開に役立てられた。これを受けて、1950年に戦後初となる1950 FIFAワールドカップがブラジルで開催された。一方、FIFAはその後も組織拡張を続け、FIFA創立50周年の時点で加盟国は84か国にまで増加した。1990 FIFAワールドカップの期間中にはFIFAからバックパス・ルールの導入が提案され、国際サッカー評議会が承認する形でバックパス・ルールが1992年に導入されることとなった。2024年3月時点で、FIFAに加盟する国・地域は211にまで増加している。

### FIFAワールドカップ

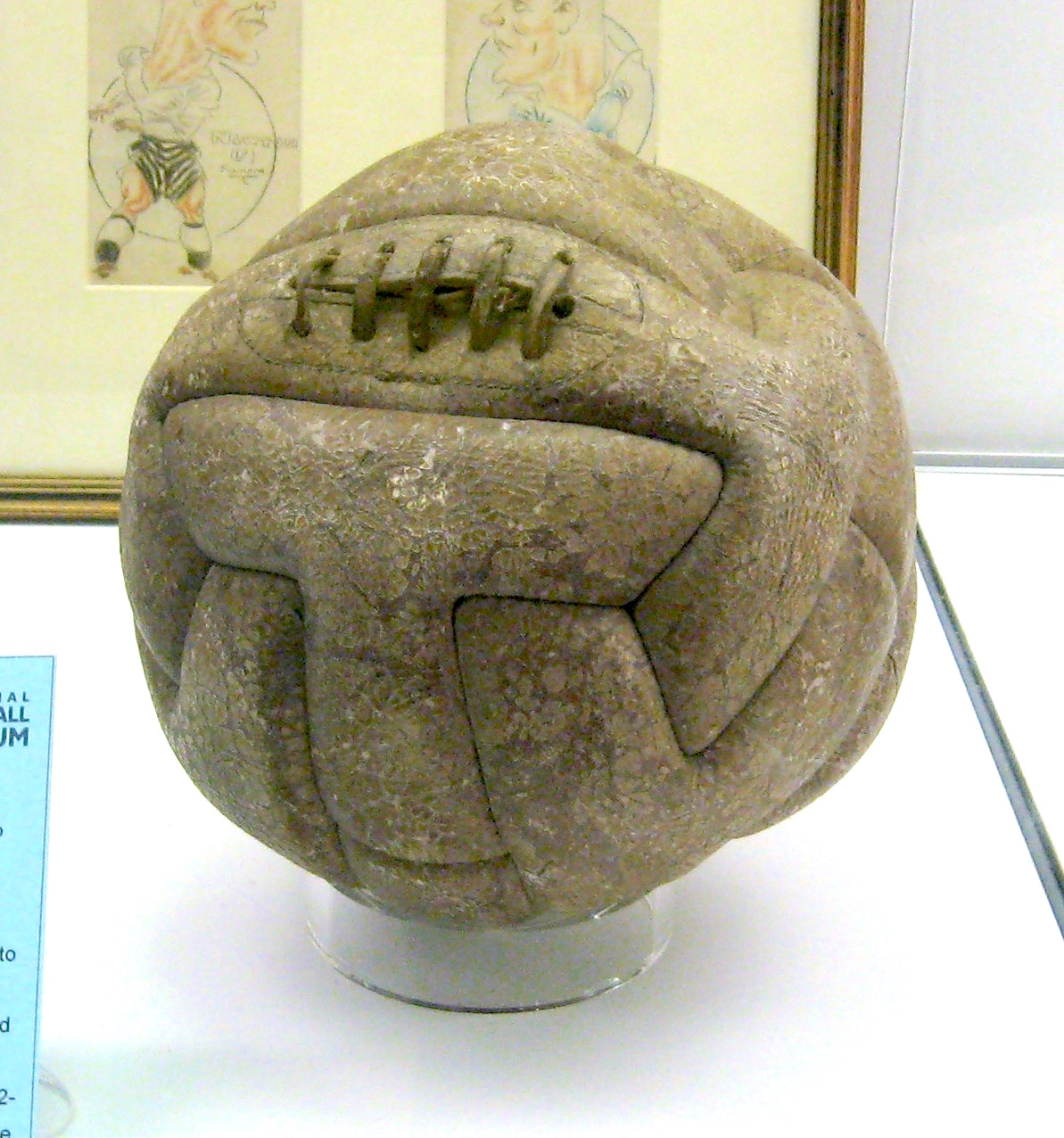
1930年大会で使用されたボール

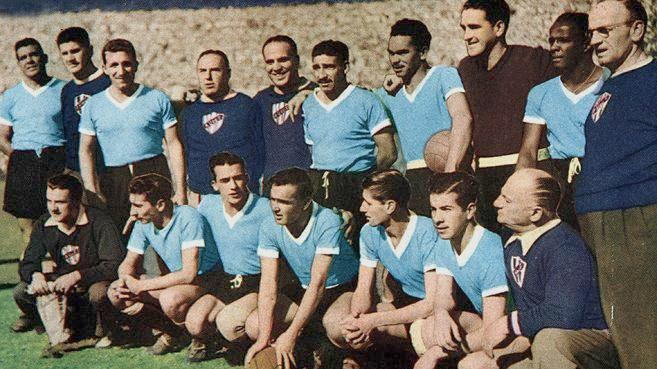
1950年大会で優勝したウルグアイ代表

1930年、FIFAワールドカップの第一回大会がウルグアイで開催された。第一回大会で行われたサッカーアルゼンチン代表とウルグアイ代表の試合では、双方が使用するボールに関して譲らなかったため、前半はアルゼンチンの主張するボールを、後半はウルグアイが使用を主張したボールを使用して試合が行われた。ヨーロッパの多くの国が出場を辞退し、アメリカ大陸の参加国が多くを占めた。しかし、1950年までに、ヨーロッパのチームは参加を表明するようになり、FIFAワールドカップは世界最大のサッカー大会へと変貌を遂げた。以降、地域連盟による大陸選手権も開催されるようになり、AFCアジアカップ（アジア、1956年-）、アフリカネイションズカップ（アフリカ、1957年-）、UEFA EURO（ヨーロッパ、1960年-）、CONCACAFゴールドカップ（北中米カリブ海、1991年-）、OFCネイションズカップ（オセアニア、1996年-） などが開始された。1916年開催とFIFAワールドカップの歴史より古い南アメリカ大陸のコパ・アメリカも含め、各大陸で大陸選手権が開催され続けている。
サッカーブラジル代表（愛称: セレソン- Seleção）はFIFAワールドカップ最多優勝記録を持つチームであり、5回優勝している。2位はイタリア代表とドイツ代表の4回である。

### FIFA女子ワールドカップ
FIFA女子ワールドカップは、中国で開催された1991 FIFA女子ワールドカップが第一回大会となった。この大会には12チームが参加した。1999 FIFA女子ワールドカップには90,185人の観客が集まり、約70か国10億人がテレビ放送を通して視聴した。2003 FIFA女子ワールドカップでは4チーム増となる16チームが本大会に参加した。さらに2015 FIFA女子ワールドカップより出場国は24チームに拡大し、2023 FIFA女子ワールドカップからは32チームに増加した。